# Howl (álbum)
Howl es el tercer álbum de la banda norteamericana de garage rock e indie rock Black Rebel Motorcycle Club, editado el 22 de agosto de 2005. 
Aunque el álbum sigue el estilo de sus dos antecesores, está considerado como su álbum más maduro, mezclando gospel, blues, country y americana (este estilo en menor proporción que en sus grabaciones anteriores). La canción "Howl", en su versión extendida, aparece en la banda sonora de la película Southland Tales.
Del disco fueron extraídos las canciones "Shuffle Your Feet", "Ain't No Easy Way" y "Weight of the World".

## Lista de canciones
1. "Shuffle Your Feet" – 2:53
2. "Howl" – 4:20
3. "Devil's Waitin'" – 3:50
4. "Ain't No Easy Way" – 2:36
5. "Still Suspicion Holds You Tight" – 4:24
6. "Fault Line" – 2:57
7. "Promise" – 4:46
8. "Weight of the World" – 3:41
9. "Restless Sinner" – 3:11
10. "Gospel Song" – 4:31
11. "Complicated Situation" – 2:37
12. "Sympathetic Noose" – 4:17
13. "The Line" (contiene la pista oculta "Open Invitation" de 5:09) – 8:14

### TheHowlSessions EP
- Canciones grabadas durante las sesiones de grabación de Howl y que no fueron incluidas en el disco:

1. "Grind My Bones"
2. "Mercy"
3. "Wishing Well"
4. "Steal a Ride"
5. "Feel It Now"
6. "Pretend"

- Datos: Q10575